# Bothus guibei
 Bothus guibei és un peix teleosti de la família dels bòtids i de l'ordre dels pleuronectiformes.

## Morfologia
Pot arribar als 28,6 cm de llargària total.

## Distribució geogràfica
Es troba a les costes de l'illa de Bioko (Guinea Equatorial).